# Rumania en los Juegos Olímpicos de Barcelona 1992
Rumania estuvo representada en los Juegos Olímpicos de Barcelona 1992 por un total de 172 deportistas que compitieron en 18 deportes.  
El portador de la bandera en la ceremonia de apertura fue el atleta Costel Grasu.

## Medallistas
El equipo olímpico rumano obtuvo las siguientes medallas:
| Nombre | Deporte            | Competición                  |
| --- | ------------------ | ---------------------------- |
| Oro |                    |                              |
| Lavinia Miloșovici | Gimnasia artística | Salto de potro F             |
| Lavinia Miloșovici | Gimnasia artística | Suelo F                      |
| Elisabeta Lipă | Remo               | Scull ind. (W1x) F           |
| Dimitrie Popescu Iulică Ruican Nicolae Țaga Viorel Talapan Dumitru Răducanu (t)                                                      | Remo               | Cuatro con timonel (M4+) M   |
| Plata |                    |                              |
| Galina Astafei | Atletismo          | Salto de altura F            |
| Cristina Bontaș Gina Gogean Vanda Hădărean Lavinia Miloșovici Maria Neculiță Mirela Pașca                                            | Gimnasia artística | Concurso completo por eqs. F |
| Veronica Cochelea Elisabeta Lipă | Remo               | Doble scull (W2x) F          |
| Constanța Burcică Veronica Cochelea Anișoara Dobre Doina Ignat                                                                       | Remo               | Cuatro scull (W4x) F         |
| Adriana Bazon Iulia Bobeică Victoria Lepădatu Viorica Neculai Ioana Olteanu Maria Păduraru Doina Robu Doina Șnep Elena Georgescu (t) | Remo               | Ocho con timonel (W8+) F     |
| Dănuț Dobre Claudiu Marin Vasile Măstăcan Vasile Năstase Valentin Robu Iulică Ruican Viorel Talapan Ioan Vizitiu Marin Gheorghe (t)  | Remo               | Ocho con timonel (M8+) M     |
| Bronce |                    |                              |
| Leonard Doroftei | Boxeo              | Wélter ligero (64 kg) M      |
| Laura Badea Roxana Dumitrescu Claudia Grigorescu Reka Szabo Elisabeta Tufan                                                          | Esgrima            | Florete por eqs. F           |
| Cristina Bontaș | Gimnasia artística | Suelo F                      |
| Lavinia Miloșovici | Gimnasia artística | Concurso completo ind. F     |
| Traian Cihărean | Halterofilia       | 52 kg M                      |
| Ioan Grigoraș | Lucha grecorromana | +100 kg M                    |
| Dimitrie Popescu Nicolae Țaga Dumitru Răducanu (t)                                                                                   | Remo               | Dos con timonel (M2+) M      |
| Sorin Babii | Tiro               | Pistola de aire 10 m M       |